# La Rampa

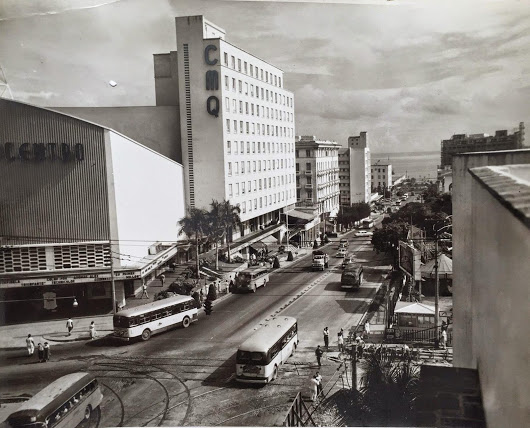
La Rampa, La Habana, década de 1950

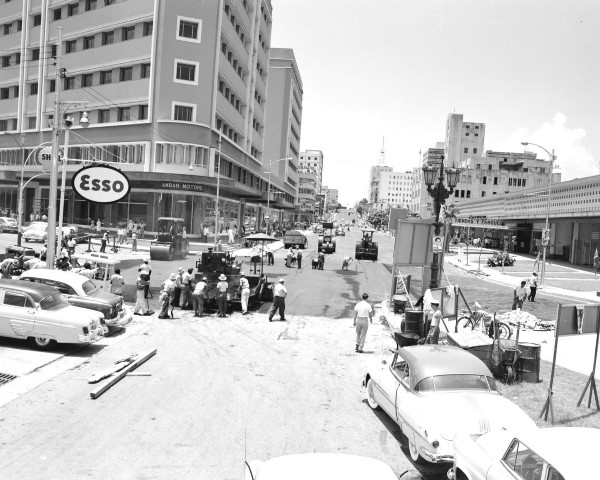
La Rampa, Calle Infanta y 23, Vedado, La Habana, Cuba. ca 1950

La Rampa, atravesada por la importante Avenida 23, es una zona en El Vedado, La Habana, Cuba. 
Transcurre desde el Malecón hasta la Calle L, pasando a través de oficinas de aerolíneas, cines, clubes nocturnos, hoteles, restaurantes, tiendas y edificios de oficinas. Construida en 1930, esta zona era usada previamente para el emplazamiento de baterías de cañones que protegían la ciudad de ataques externos. 
Muchos hoteles, clubes y tiendas se ubican en este avenida, tales como el Hotel Tryp Habana Libre, (antiguo Habana Hilton), y el Hotel Nacional de Cuba. La heladería más famosa del país Coppelia está en la Avenida 23. En la esquina de 23 y L se encuentra también el Edificio Radiocentro CMQ y, en la otra cuadra de más abajo, se ubica el Edificio del Seguro Médico, construido por Antonio Quintana Simonetti. Es mencionada en la película Fresa y chocolate.